# Sharon, Georgia
Sharon är en ort i Taliaferro County i Georgia. Vid 2010 års folkräkning hade Sharon 140 invånare.